# Dragonlance: Smoki schyłku jesieni
Dragonlance: Smoki schyłku jesieni (ang. Dragonlance: Dragons of Autumn Twilight, 2008) – amerykański film animowany w reżyserii Willa Meugniota. Film znany jest też w Polsce pod alternatywnym tytułem: Smocza lanca: Smoki schyłku jesieni

## Opis fabuły
Krasnolud Flint, półelf Tanis, wojownik Caramon, mag Raistlin, rycerz Sturm i kender Tasslehoff, spotykają się po latach w rodzinnej wiosce. Okazuje się jednak, że władzę w niej sprawuje tajemnicza religijna sekta, której celem jest zdobycie cudownej magicznej laski wykonanej z błękitnego kryształu.
Fabuła filmu oparta jest na pierwszej części popularnej sagi fantasy "Dragonlance" pt. "Smoki Jesiennego Zmierzchu". Książka napisana została przez Margaret Weis i Tracy'ego Hickmana w 1984 r.

## Obsada
- Fred Tatasciore –
  - Krasnolud Flint,
  - Małomistrz Toede
- Michael Rosenbaum – Półelf Tanthalas "Tanis"
- Rino Romano – Wojownik Caramon
- Kiefer Sutherland – Mag Raistlin
- Mark Worden – Rycerz Sturm
- Jason Marsden – Kender Tasslehoff
- Lucy Lawless – Złoty Księżyc
- Phil LaMarr –
  - Riverwind,
  - Gilthanas
- Michelle Trachtenberg – Tika
- Neil Ross – Fizban
- Caroline Gelabert – Laurana
- Ben McCain – Elistan
- Dee Bradley Baker – Pyros
- Mari Weiss – Pani lasu
- David Sobolov – Verminaard
- Susan Silo – Flamestrike
- Nika Futterman – Takhisis
- Juliette Clair – Onyx
- Jentle Phoenix – Bupu